# Seznam armenskih nogometašev
Seznam armenskih nogometašev.

## A
- Harutyun Abrahamyan
- Armen Ambartzumyan
- Ararat Arakelyan
- Robert Arzumanyan
- Armen Avagyan
- Garnik Avalyan
- Arsen Avetisyan
- Varazdat Avetisyan
- Mayis Azizyan

## B
- Henrik Badikyan
- Karen Barsegyan
- Roman Berezovski
- Jose Andre Bilibio

## D
- Hovhannes Demirchyan
- Michel Der Zakarian
- Marselo Alesandro Devani
- Arkadi Dokhoyan
- Karen Dokhoyan

## G
- Tigran Gharabaghtsyan
- Gevorg Ghazaryan
- David Grigoryan
- Razmik Grigoryan
- Tigran Gspeyan
- Armen Gyulbudaghants

## H
- Ara Hakobyan
- Aram Hakobyan
- Hayk Hakobyan
- Ararat Harutyunyan
- Hovhannes Harutyunyan
- Sargis Hovhannisyan
- Sargis Hovsepyan

## K
- Manuk Kakosyan
- Arman Karamyan
- Artavazd Karamyan
- Sargis Karapetyan
- Gevorg Kasparov
- Ashot Khachatryan
- Romik Khachatryan
- Vardan Khachatryan
- Tigran Khazanchyan
- Feliks Khojoyan
- Ervand Krbachian

## M
- Edgar Manucharyan
- Gagik Manukyan
- Karen Markosyan
- Grigor Meliksetyan
- Yegishe Melikyan
- Samvel Melkonyan
- Karapet Mikaelyan
- Artur Minasyan
- Vahagn Minasyan
- Vardan Minasyan
- Alexander Mirzoyan
- Hamlet Mkhitaryan
- Henrik Mkhitaryan
- Aghvan Mkrtchyan
- Artur Mkrtchyan
- Karlen Mkrtchyan
- Andrey Movsisyan

## N
- Rafayel Nazaryan
- Ara Nigoyan
- Samvel Nikolyan

## P
- Levon Pachajyan
- Armen Petikyan
- Armenak Petrosyan
- Artur Petrosyan
- Galust Petrosyan
- Tigran Petrosyan
- Marcos Pizzelli

## S
- Albert Sarkisyan
- Armen Shahgeldyan
- Gagik Simonyan
- Levon Stepanyan
- Yervand Sukiasyan

## T
- Aleksandr Tadevosyan
- Hovhannes Tahmazyan
- Hakob Ter-Petrosyan
- Armen Tigranyan
- Aramayis Tonoyan

## V
- Harutyun Vardanyan
- Aram Voskanyan
- Artur Voskanyan

## Y
- Arthur Yedigaryan
- Aramayis Yepiskoposyan
- Kolya Yepranosyan
- Tigran Yesayan

## Z
- Robert Zebelyan